# Notizen-Blatt
Notizen-Blatt der Historisch-Statistischen Section der K.K. Mähr.-Schles.Gesellschaft zur Beförderung des Ackerbaues, der Natur- und Landeskunde – niemieckojęzyczne czasopismo, poświęcone głównie historii. Było wydawane w drugiej połowie XIX wieku w Brnie (wówczas w Austrii, później w Austro-Węgrzech).